# Awesome Kong (luchadora)
Kia Michelle Stevens (4 de septiembre de 1977) es una luchadora profesional estadounidense retirada. Stevens es muy conocida en otras empresas como Total Nonstop Action Wrestling (TNA) y en All Elite Wrestling (AEW) bajo el nombre de Awesome Kong, como Kharma en WWE y Amazing Kong en el circuito independiente.
Ella ha sido cinco veces campeona femenina, después de haber ganado dos veces el Campeonato de Knockouts de la TNA, una vez el Campeonato Mundial de la WWWA, una vez el Campeonato Mundial Femenino de la NWA y una vez el Campeonato Mundial Femenino de AWA Superstars of Wrestling. Su éxito no se limita a la lucha individual, ya que ella hizo equipo con frecuencia con Aja Kong para formar el equipo en parejas Double Kong ganando campeonatos en parejas en cuatro diferentes promociones, además de ganar el Campeonato en Parejas de Knockouts de la TNA con Hamada.
Ella comenzó su carrera en la lucha libre profesional en el 2002 después de aparecer en un reality show. Ella luchó principalmente en Japón durante los primeros cinco años de su carrera, ganando numerosos campeonatos allí. En 2006 empezó a luchar en su país natal, Estados Unidos otra vez, apareciendo en el circuito independiente antes de aparecer en la televisión nacional con TNA Wrestling donde ella fue una fuerza impulsora en la base de su división de Knockouts. En WWE se convirtió en la tercera mujer en aparecer en el Royal Rumble Match.

## Carrera

### Inicios (2002-2007)

#### Japón
Stevens reveló que Chyna, y Trish Stratus sirvieron de inspiración para convertirse en un luchador profesional. En 2002, Stevens apareció en Discovery Health Body Challenge como concursante tratando de bajar de peso con la esperanza de convertirse en un luchador profesional.
Stevens entrenó en la legendaria promoción femenina japonesa, All Japan Women's Pro-Wrestling (AJW), donde obtuvo entrenamientos en  Artes marciales mixtas y de Lucha libre profesional, optando por esta última. Debutó bajo el nombre de Amazing Kong el 20 de octubre de 2002. Kong trabajó para varias empresas femeninas de Japón, e incluso llegó a obtener el campeonato máximo de la AJW, el Campeonato Mundial Peso Pesado de la WWWA a fines del año 2004 derrotando a Ayako Hamada, que tiempo después cito como una de sus rivales favorito.
El 30 de abril, debutó en la empresa Gaea Japan luchando contra Aja Kong en una lucha entre la Kong americana y la Kong japonesa siendo derrotada, pero al ganarse el respeto de Aja Kong formaron un equipo, llamado Double Kong (o también W-Kong), con quien obtuvo varios campeonatos en parejas de empresas japonesas, con HUSTLE entre ellas.
En enero de 2007, Amazing Kong derrotó a Nanae Takahashi ganando el Campeonato Mundial Femenino de la AWA en una lucha realizada en Tokio, Japón. Luego, el 5 de mayo de 2007, derrotó a MsChif ganando el Campeonato Mundial Femenino de la NWA. Esas victorias la transformaron en la segunda mujer en poseer ambos campeonatos a la vez. Kong perdió el Campeonato de la NWA frente a MsChif, el 27 de abril, por cuenta fuera del ring. También perdió el campeonato de la AWA ante Nanae Takahashi en una lucha donde también participó Wesna.

#### Circuito Independiente
Su éxito en Japón atrajo la atención de las promociones de Estados Unidos, trabajando para Shimmer Women Athletes donde comenzó a aparecer con regularidad en los PPV de la empresa que eran destinado a su venta en DVD. En su debut derrotó a Nikki Roxx. El 13 de octubre de 2007, logró una oportunidad por el Campeonato de SHIMMER, frente a Sara Del Rey, pero perdió por nocaut.
Kong luego empezó otra racha de victorias, perdiendo sólo contra Ariel en Shimmer 17 por descalificación después de usar una silla, lo que retrasó sus posibilidades por otra pelea por el campeonato. Ella se colocó en un partido de cuatro vías por una posibilidad titular en Shimmer 21, pero no logró ganar ya que Ariel robó la victoria para recibir un partido del campeonato. En Shimmer 23 se llevó a un ajuste de cuentas entre Martínez y Kong, que Kong ganó.En el siguiente programa, en lugar de un partido del Campeonato Shimmer, Kong fue puesto en un partido por una posibilidad titular para el campeonato en parejas de Shimmer, formando una breve alianza con Sara Del Rey, quien estaba teniendo problemas con sus oponentes MelissChif (Cheerleader Melissa y la campeona Shimmer MsChif), ganando las primeras. Posteriormente se enfrentaron a las campeonas Ashley carril y Nevaeh, y una vez más Kong fue descalificado después de usar las sillas sobre sus oponentes. El ataque continuó hasta que Martínez y Serena Deeb, aparecieron para ayudar a las campeonas. Este hecho llevó a la otra pelea por equipos con Kong y Del Rey recogiendo una victoria sobre Martínez y Deeb.
En Shimmer 27 Kong luchó frente a LuFisto, en una lucha por el Campeonato Shimmer, Terminando en un doble conteo fuera, con las dos peleadoras fuera del ring. En Shimmer 28, en noviembre de 2009, se enfrentó en un partido de eliminación de tres vías incluyendo a la campeona MsChif. Kong eliminó LuFisto, sin embargo, MsChif tomó una victoria vuelta después de aplicar su movimiento final a Kong para convertirse en la primera mujer en derrotar a Kong por pinfall en Shimmer. Kong apareció una vez más en septiembre de 2010 para Shimmer 35respondiendo a un desafío abierto por Kellie Skater con una contundente victoria.
Debido a que Shimmer es una promoción de la hermana de Ring of Honor (ROH), Kong fue observado por ROH y apareció en ambas promociones. El 15 de septiembre el 2007 hizo su debut con ROH en el PPV Man Up. Haciendo equipo con Daizee Haze en una pelea por equipos, donde derrotó a Sara Del Rey y Lacey.
En junio de 2007, Amazing Kong hizo sus primeras apariciones en el Reino Unido, en donde luchó en tres promociones distintas en días consecutivos. El 15 de junio, compitió en Gales para la Celtic Wrestling, donde derrotó a Cheerleader Melissa. Al día siguiente, compitió para la Real Quality Wrestling en una lucha por el campeonato femenino de la empresa, la cual perdió por descalificación.

### Total Nonstop Action Wrestling (2007–2010)

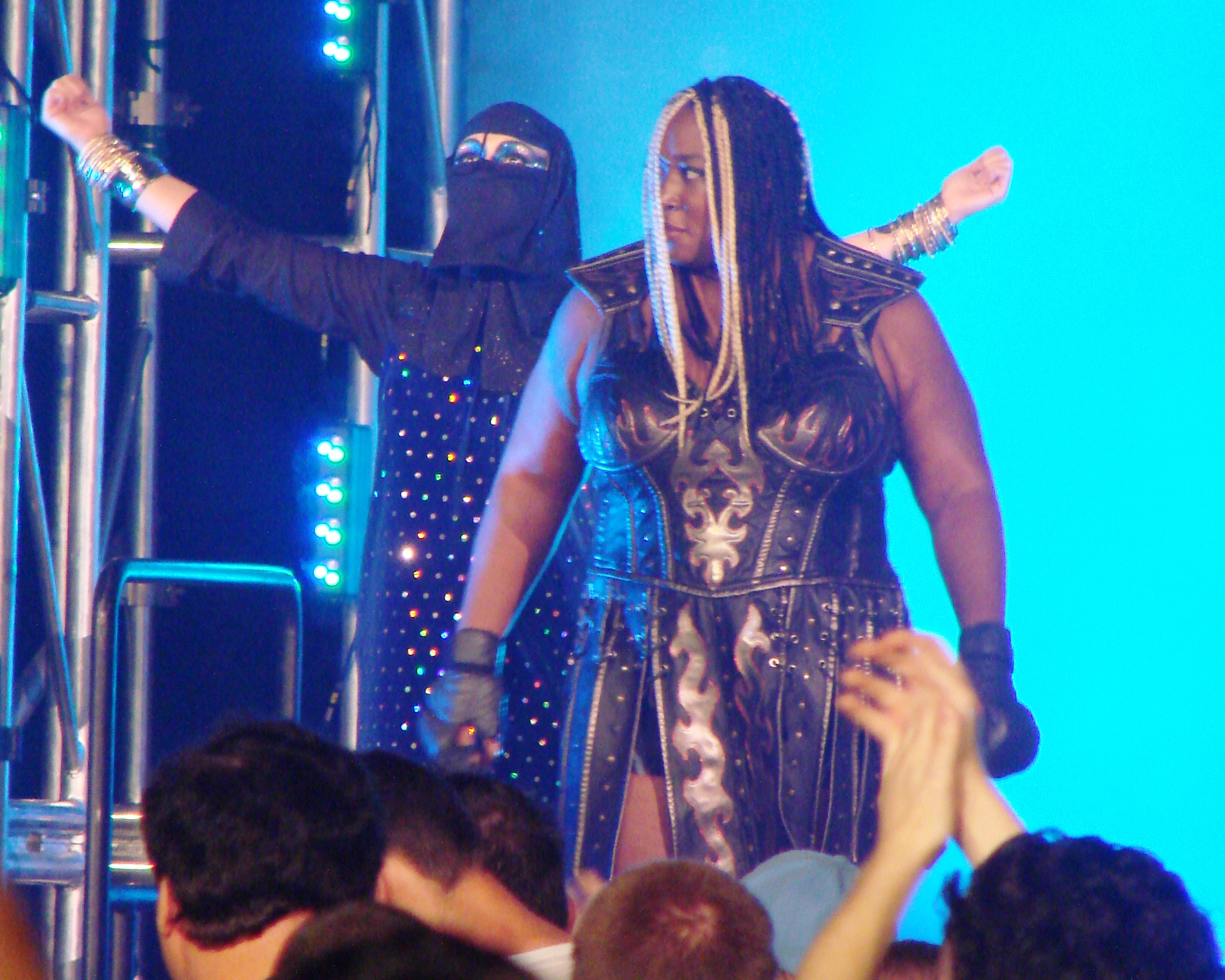
Awesome Kong junto a Raisha Saeed en 2008.

Poco tiempo después de aparecer en Ring of Honor, Stevens firmó un contrato con la Total Nonstop Action Wrestling (TNA), para formar parte de su división femenina. El 11 de octubre de 2007, debutó en iMPACT!, derrotando a Gail Kim. En Bound for Glory, participó en una lucha de 10 nockouts por el nuevo Campeonato Femenino de la TNA, en donde fue llamada Awesome Kong. En dicha lucha fue eliminada por Angelina Love, O.D.B. y Gail Kim. En las semanas siguientes, derrotó a luchadoras como Talia Madison, Angelina Love y Christy Hemme. En Turning Point, perdió una lucha por descalificación frente a Gail Kim, perdiendo su invicto.
En Final Resolution, Kong fue nuevamente derrotada por Gail Kim, esta vez por conteo de 3. El 10 de enero de 2008 en iMPACT!, Awesome Kong finalmente derrotó a Kim, ganando el Campeonato Femenino de la TNA. Después de esa victoria, Kong comenzó a ser acompañada al ring por Raisha Saeed. Dos semanas después, Kong atacó a Gail Kim, pero O.D.B. acudió a salvarla. En Against All Odds 2008 Kong derrotó a O.D.B. reteniendo el campeonato. Luego, en Destination X 2008 Kong derrotó a O.D.B, y Gail Kim reteniendo el Campeonato Femenino de la TNA. En Lockdown 2008 Kong y Raisha Saeed perdieron una lucha en parejas frente a Gail Kim y O.D.B..
El 1 de mayo de 2008 en iMPACT!, Kong fue anunciada como participante del Deuces Wild Tournament, como una de los miembros que formarían equipo con un luchador al azar, para participar por el Campeonato Mundial en Parejas de la TNA. En Sacrifice, Awesome Kong formó equipo con B.G. James, pero fueron derrotados por AJ Styles y Super Eric cuando Styles cubrió a James.
La semana siguiente en iMPACT!, Kong realizó un reto a cualquier mujer del público por sobre los 18 años, declarando que si podían derrotarla, ganarían 250.000 dólares y el Campeonato Femenino de la TNA. Desde dicha semana ha derrotado ha todas las oponentes que la han retado, incluyendo a dos en Slammiversary, pero finalmente perdió el campeonato frente a Taylor Wilde. En Hard Justice, fue derrotada (junto con Angelina Love y Velvet Sky) por el equipo de Taylor Wilde, Gail Kim & O.D.B..
En Bound for Glory IV perdió la oportunidad de coronarse Campeona Femenina de la TNA al ser derrotada por Taylor Wilde, en una lucha en que también participó Roxxi. Sin embargo, el 23 de octubre en iMPACT! derrotó a Wilde, ganando el Campeonato Femenino de la TNA por segunda vez en su carrera. Tras esto, se enfrentó en Turning Point a Wilde y Roxxi junto a su mánager, Raisha Shaeed, perdiendo la lucha después de que cubrieran a Shaeed.
Poco después de esto formó un equipo junto a Shaeed, Sojourner Bolt y Rhaka Khan conocido como The Kongtourage, cuyo objetivo era defender a la campeona y hacer que retuviera el título, teniendo un feudo con ODB cuando fue la retadora número 1 por el título, ganándola ODB en Against All Odds. Después, en una Battle Royal para decidir a su próxima contrincante, ganó Sojourner Bolt, lo que creó un clima de tensión en The Kongtourage, deshaciéndose cuando Bolt y Rhaka Khan se fueron del grupo. En Destination X retuvo su campeonato ante Bolt.
En Lockdown, fue derrotada por Angelina Love, en una lucha donde también participó Taylor Wilde, perdiendo el Campeonato Femenino de la TNA. Por esto, empezó un feudo con Love y su equipo The Beautiful People, a quienes fue derrotando en las siguientes ediciones de TNA iMPACT!, pero en Sacrifice perdió frente a Angelina, reteniendo Love el campeonato. Tras esto, Kong & Saeed participaron en un torneo para coronar a las primeras Campeonas Femeninas en Parejas de la TNA, derrotando a Sharmell & Traci Brooks en la primera, pero perdiendo ante las ganadoras del torneo, Taylor Wilde & Sarita. Tras esto, empezó un feudo con Tara, luchando ellas dos y ODB en Bound for Glory por el campeonato Femenino de ODB, reteniendo la campeona el título. Su feudo con Tara culminó en Turning Point en un Six Sides of Steal match, ganando Tara. Tras esto, empezó a luchar junto a Hamada, con quien ganó el Campeonato Femenino en Parejas de la TNA el 4 de enero de 2010 al derrotar a Taylor Wilde & Sarita. Sin embargo, debido a un enfrentamiento con Bubba the Love Sponge, fue despedida de la TNA el 28 de febrero de 2010.

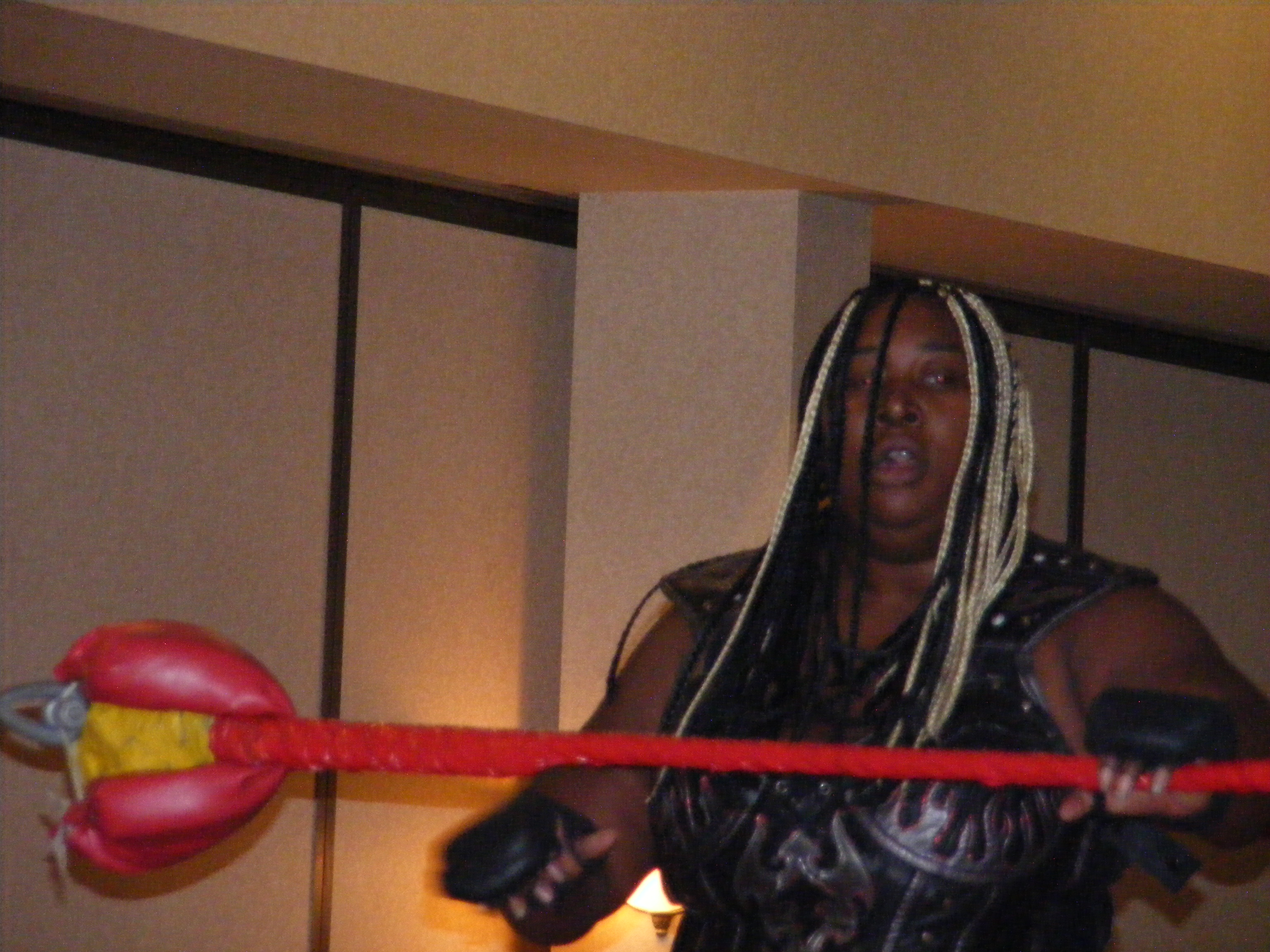
Amazing Kong en National Wrestling Alliance en 2010.

### Circuito independiente (2010)
Tras ser despedida de TNA, Stevens regresó a Ring of Honor bajo el nombre de Amazing Kong, siendo derrotada por Sara del Rey el 8 de mayo de 2010. También participó en el programa Lucha Libre USA Masked Warriors en una pelea mixta, derrotando junto a Mini Park a La Tigresa Caliente & Chi Chi. Tras esto, volvió a ROH, continuando su feudo con Del Rey. El 23 de julio derrotó junto a The Briscoe Brothers a Sara Del Rey & The Kings of Wrestling (Chris Hero & Claudio Castagnoli) y el 24, derrotó a Del Rey en un combate individual. En septiembre volvió a Shinne en el evento volumen 35 donde se enfrentó a Kellie Skater, quien antes había realizado un desafío abierto, derrotándola con una contundente victoria. También se enfrentó en EVOLVE el 11 de septiembre a la Campeona Mundial de WSU Mercedes Martínez por el título, pero no pudo ganarlo, ya que Martínez ganó por descalificación.

### World Wrestling Entertainment / WWE (2010–2012)
En diciembre de 2010, Stevens había revelado en su Twitter que había firmado un contrato con la WWE. El 4 de abril de 2011 se empezaron a emitir vídeos de su debut, mostrando como destrozaba muñecas que representaban a las Divas. También se mostró que su nombre era Kharma. Debutó oficialmente en la WWE el 1 de mayo en el evento Extreme Rules atacando a Michelle McCool tras ser derrotada por Layla en ese mismo evento. Al Raw siguiente intervino en la lucha entre Kelly Kelly y Maryse atacando a la última con un «Implant Buster». Durante las semanas atacó tanto en Raw como en SmackDown a Alicia Fox, Eve Torres, Layla y Nikki Bella. El 23 de mayo en Raw, interfirió en una lucha entre Gail Kim, Eve Torres, Kelly Kelly & Beth Phoenix vs. Maryse, Melina & The Bella Twins, pero una vez en el ring, se puso de rodillas y se puso a llorar. El 30 de mayo anunció en Raw que estaba esperando un bebé por lo cual estará inactiva por alrededor de un año. Mientras anunciaba la noticia de su embarazo aparecieron The Bella Twins para provocarla tratándola de que no tenía material para ser un Diva y que las atacara, pero el doctor le dijo que no podía hacer esfuerzos, amenazando que dentro de un año regresaría cobrando venganza contra The Bella Twins ya que estas últimas se burlaron de su físico. El 30 de mayo de 2011 Stevens anunció que estaba embarazada de su primer hijo. Stevens informó que había dado a luz a un niño llamado Jamie el 31 de diciembre de 2011. Más tarde se dijo que el niño había muerto antes de que diera a luz y que anunció el nacimiento como un éxito debido a su estado emocional en ese momento.
Hizo su regreso el 29 de enero de 2012 en Royal Rumble, participando en la batalla real, convirtiéndose así en la tercera mujer en la historia de WWE en participar en un Royal Rumble Match, entrando como la número 21, Durante la lucha intimidó y golpeo a Michael Cole antes de ser eliminado por Booker T y Jerry Lawler, eliminó a Hunico y fue eliminada por Dolph Ziggler a quien antes atacó con un «Implant Buster». El 13 de julio de 2012, WWE.com la añadió a su sección de Alumni y más tarde, Stevens anunció que el despido era legítimo. Sin embargo el día 25 de julio en vía Twitter, Stevens confirmó su despido añadiendo que podría volver cuando estuviera recuperada. En el tiempo que estuvo en la WWE Kharma participó en dos de los juegos de la WWE, haciendo su debut en WWE '12 y posteriormente en WWE '13.

### Circuito independiente (2012-2015)
El 6 de noviembre de 2012 debutó en el IPPV #5 de Shine bajo el nombre de Amazing Kong, haciendo pareja con Jazz, derrotando a Mercedes Martínez y Rain. 
El 11 de enero de 2013 en Shine #6 fue derrotada por Mercedes Martínez y tras la lucha fue atacada por Allysin Kay, Taylor Made y April Hunter. El 18 de enero de 2013, ganó el vacante Campeonato Femenino de la Resistance Pro Wrestling. El 8 de marzo de 2013 Kong volvió a Chikara, perdiendo contra Eddie Kingston, quien en ese momento poseía el Chikara Grand Championship en un Intergender Match en el evento estelar. El 6 de abril de 2013 Kong volvió a Shimmer en el IPPV #53 derrotando a Mia Yim. Kong luchó para la promoción PWS Bombshells derrotando consecutivamente a Amy Lee. Luego el 23 de agosto de 2013 Kong participó en Shine #12 derrotando a Mercedes Martínez. El 25 de octubre, en Shine #14 derrotó a Madison Eagles. El 13 de diciembre, en Shine #15 se enfrentó a Rain en una lucha por el Shine Championship pero fue derrotada por cuenta afuera. 
El 24 de enero de 2014, en Shine #16 derrotó a Taylor Made. El 19 de abril, en Shine #18 derrotó a Nikki Storm. En Shine #19 derrotó a Athenas. El 22 de agosto de 2014 participó en Shine #21 en un Four-Way Match para enfrentarse a la campeona Ivelisse en una lucha por el título donde no logró ganar. El 21 de septiembre participó en un Smash CANUSA Classic siendo la Capitana del Team USA, donde su equipo fue derrotado por el Team Canadá capitaneado por LuFisto.
El 26 de agosto de 2015, Kong regresó a Japón para aparecer en el primer evento de la promoción SEAdLINNNG. En dicho evento Luchó en el evento estelar en una lucha en equipos junto a Meiko Satomura donde fueron derrotadas por Nanae Takahashi y Ayako Hamada. Al final del espectáculo, Kong se reunió con Aja Kong. Se suponía que el 25 de noviembre, Kong volvería a Japón a la empresa SEAdLINNG, pero el 22 de noviembre Kong emitió un mensaje donde anunció que no volvería a luchar en Japón ya que se retiraba de la lucha libre bajo el nombre de Amazing Kong y solo lucharía en Estados Unidos bajo el nombre de Awesome Kong.

### Total Nonstop Action Wrestling (2015-2016)
El 7 de enero de 2015, durante el debut de Impact Wrestling en Destination America, Awesome Kong regresó como Tweener (ya que atacó a Knockouts Heel y Face) después de un Battle Royal, tuvo un altercado en el ring con Havok y le aplicó un «Chokeslam» al árbitro Brian Stiffler. Durante las siguientes semanas la tensión aumento entre Kong y Havok, culminando su rivalidad en un Steel Cage Match en la edición Lockdown de Impact Wrestling el 6 de febrero, donde ganó Kong. El 6 de marzo, en Impact Wrestling, Kong no logró capturar el Campeonato de Knockouts de la TNA en su lucha contra Taryn Terrell después de que fue descalificada. Ella recibió una revancha en un No Disqualification Match contra Terrell en la edición TKO: Night of Knockouts de Impact Wrestling el 24 de abril, donde Kong perdió después de que The Dollhouse (Marti Belle & Jade) interfiriera.
El 8 de mayo hizo equipo con Gail Kim para enfrentar a The Dollhouse (Martin Belle, Jade y Taryn Terrell) cambiando a face pero, desafortunadamente perdieron ya que Taryn Terrell le hiciera un Roll-up a Kim perdiendo estas, posteriormente en el ring se quedó Marti Belle con Kong y Kim atacándola. Luego de la lesión de Gail Kim, Kong se unió a Brooke en su rivalidad en contra de The Dollhouse. Ambas lucharon contra Martin Belle y Jade por una posibilidad doble por el campeonato en una lucha triple amenaza, ganando las primeras. En Slammiversary XIII derrotó junto con Brooke a The Dollhouse en una lucha en desventaja. El 1 de julio en Impact Wrestling se enfrentó en una triple amenaza con Brooke y Taryn por el Campeonato de las Knockout, pero no logró ganar tras la interferencia de The Dollhouse.
El 12 de agosto comenzó un feudo con Lei'D Tapa, quien representaba a GFW en su lucha contra TNA terminando su lucha en doble cuenta fuera. El 9 de septiembre, atacó a Lei'D Tapa, quien había interrumpido la lucha entre Brooke y Gail Kim, pactándose así una lucha de cuatro esquinas para la próxima semana por el Campeonato de Knockouts de la TNA. Finalmente el 16 de septiembre, luchó por el campeonato pero no logró ganar debido a que Gail Kim cubrió a Brooke. El 4 de octubre, en Bound for Glory se enfrentó a Gail Kim en una lucha por el Campeonato de Knockouts de la TNA, en el cual Kong se cambió su estado a Heel saliendo esta derrotada. El 7 de octubre se dio a conocer que un grupo de Knockout, Gail Kim, Brooke, Madison Rayne y Awesome Kong, participaría en el torneo para coronar al nuevo Campeonato Mundial de Peso Pesado de la TNA, donde logró pasar a la segunda ronda de 16 luchadores junto a Gail Kim. El 2 de diciembre perdió ante Jessie Godderz, perdiendo la oportunidad de ganar el campeonato mundial de la TNA.
El 5 de enero de 2016, atacó a The Beautiful People (Madison Rayne y Velvet Sky) y  Gail Kim para unirse a The Dollhouse (Jade, Marti Belle y Rebel) como su nueva líder. Sin embargo el 5 de febrero fue despedida por mal comportamiento, ya que atacó a Reby Hardy (compañera) en vestidores , Trabajadores de TNA dicen que ambas no tenían una buena relación desde hace años y antes habían tenido altercados entre ellas mismas , Se afirma, Stevens trato de estrangularla frente a su propio hijo pero fue detenida por seguridad. El 2 de octubre hizo una aparición especial en el evento Bound For Glory como parte del segmento de inducción de Gail Kim al TNA Hall of Fame.

### All Elite Wrestling (2019-2021)
El 25 de mayo, Kong hizo una aparición especial en el inaugural evento de AEW Double or Nothing donde fue presentada por Brandi Rhodes en una lucha que originalmente era un Triple Threat Match y fue añadida en ese combate ante Nyla Rose, Kylie Rae y Dr. Britt Baker en donde salió derrotada ante Baker. El 13 de julio de 2019, acompañó a Brandi Rhodes al ring en Fight for the Fallen, donde después del combate se encaró con Aja Kong, lo que implica una posible lucha en un futuro cercano.
El 31 de agosto de 2019, Kong apareció en el evento de All Out de All Elite Wrestling en el pre-show en el Women's Casino Battle Royale por una oportunidad por el Campeonato Mundial Femenino de AEW eliminando a Ivelisse y Tenille Dashwood y donde fue eliminada por Bea Priestley, ODB y Sadie Gibbs. El 26 de noviembre, Kong apareció en AEW Dark derrotando a Leva Bates.
El 8 de enero de 2020 en Dynamite, Kong, Rhodes y Mel (que se conocían juntos como Nightmare Collective) se unió Luther, quien también interfirieron en contra de Kris Statlander y Riho durante la lucha por el Campeonato Femenino de AEW. La interferencia causó que Riho retenga exitosamente el título. Después de que terminó la lucha, Hikaru Shida y Big Swole se alejaron del stable para proteger a Statlander.
Después de no aparecer en AEW desde febrero de 2020, AEW decidió no renovar su contrato el 1 de junio de 2021 y el 28 de agosto del 2021, anunció su retiro definitivo de los cuadriláteros, concluyendo así de esta manera con casi 20 años de carrera profesional.

### Carrera televisiva
Stevens empezó a participar en la serie original de Netflix GLOW en la cual en papel de Stevens es como en la vida real, sobre aprender ser luchadora junto con otras chicas harán su carrera famosa en televisión.

## Campeonatos y logros
- All Japan Women's Pro-Wrestling

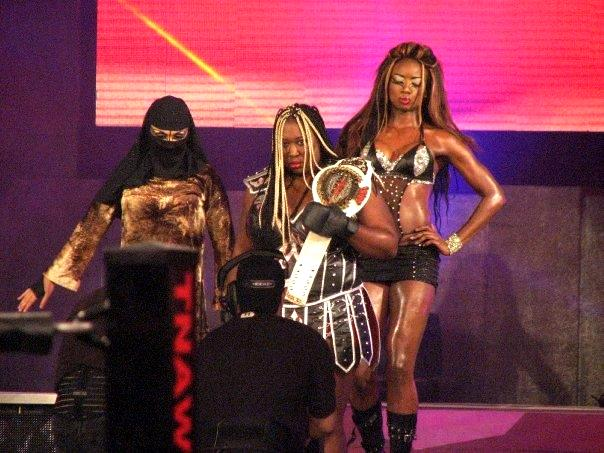
Kong como Campeona Femenina de la TNA.

  - WWWA World Heavyweight Championship (1 vez)[10]
  - WWWA World Tag Team Championship (1 vez) – con Aja Kong[11]
  - Japan Grand Prix (2003)

- AWA Superstars of Wrestling
  - AWA Superstars World Women's Championship (1 vez)[12]

- Cauliflower Alley Club
  - Women's Wrestling (Active) Award (2011)

- ChickFight
  - ChickFight IX

- GAEA Japan
  - AAAW Tag Team Championship (1 vez) – con Aja Kong[13]

- HUSTLE
  - HUSTLE Super Tag Team Championship (1 vez) – con Aja Kong/EriKa[14]

- Ladies Legend Pro Wrestling
  - LLPW Tag Team Championship (1 vez) – con Aja Kong[15]

- National Wrestling Alliance/NWA Midwest
  - NWA World Women's Championship (1 vez)[16]

- NEO Ladies Pro Wrestling
  - NEO Tag Team Championship (2 veces) – con Matsuo Haruka (1) y Kyoko Kimura (1)[17]

- Oz Academy
  - Iron Woman Tag Tournament (2004) – with Chikayo Nagashima

- Pro Wrestling World-1
  - World-1 Women's Championship (1 vez)

- Resistance Pro Wrestling
  - RPW Women's Championship (1 vez)[2]

- Total Nonstop Action Wrestling / Impact Wrestling
  - TNA Knockouts Championship (2 veces)
  - TNA Knockout Tag Team Championship (1 vez) – con Hamada
  - Queen of the Knockouts (2015)
  - Impact Hall of Fame (2021)

- Pro Wrestling Illustrated
  - PWI Mujer del año - 2008
  - Situada en el Nº1 en el PWI Female 50 en 2008.[18]
  - Situada en el Nº6 en el PWI Female 50 en 2009.[18]
  - Situada en el Nº14 en el PWI Female 50 en 2010.[19]
  - Situada en el Nº21 en el PWI Female 50 en 2015

## Récord en artes marciales mixtas
| Resultado | Récord | Oponente     | Método          | Evento                       | Fecha                | Ronda | Tiempo | Localización | Notas |
| --------- | ------ | ------------ | --------------- | ---------------------------- | -------------------- | ----- | ------ | ------------ | ----- |
| Victoria  | 1-0    | Rika Shimizu | TKO (puñetazos) | G-Shooto - Wrestle Expo 2006 | 19 de agosto de 2006 | 2     | 1:05   | Tokio, Japón |       |